# Delete (SQL)
Delete — у мовах, подібних SQL, DML-операція видалення записів з таблиці. Критерій відбору записів для видалення визначається виразом Where. У разі, якщо критерій відбору не визначений, виконується видалення всіх записів.
- У СУБД, що підтримують тригери, операція Delete може викликати їх спрацювання;
- За наявності на таблиці зовнішніх ключів всі дочірні до тих, що видаляються записи в підлеглих таблицях також повинні бути вилучені для забезпечення посилальної цілісності;
- У СУБД, що підтримують транзакції, виконання операції Delete повинно бути підтверджено (COMMIT), або спростовано (ROLLBACK) викликом відповідних операцій.

## Синтаксис
Загальний синтаксис команди:
```
DELETE
 
FROM
 
<
Назва
 
таблиці
>
 
WHERE
 
<
Умова
 
відбору
 
записів
>

```

Наслідком виконання такої команди буде видалення тих рядків з таблиці <Назва таблиці>, які відповідають умові <Умова відбору записів>. При цьому ніякого результату команда не повертає і, отже, не може бути використана як параметр у команді SELECT.

## Видалення записів з декількох таблиць
При видаленні можна задавати конструкції JOIN зв'язують кілька сторінок, аналогічно тому, як зв'язуються таблиці в запитах вибірки SELECT:
```
DELETE
 
<
Назва
 
таблиці
 
для
 
видалення
>

    
->
 
FROM
 
<
Назва
 
таблиці
1
>
 
JOIN
 
<
Назва
 
таблиці
2
>
 
ON
 
<
умова
 
об'єднання
>
;

```

Приклад:
```
DELETE
 
ab
,
 
b

  
FROM
 
Authors
 
AS
 
a
,
 
AuthorArticle
 
AS
 
ab
,
 
Articles
 
AS
 
b

  
WHERE
 
a
.
AuthID
=
ab
.
AuthID
 
AND
 
ab
.
ArticleID
=
b
.
ArticleID

    
AND
 
AuthorLastName
=
'Henry'
;

```

## Пов'язані команди
Видалення всіх записів з таблиці при наявності зовнішніх ключів і механізм транзакцій може зайняти тривалий час. Для повного очищення таблиці може бути використана операція TRUNCATE.